# Куттоли-Кортиккьято
Куттоли-Кортиккьято (фр. Cuttoli-Corticchiato, корс. Cuttuli è Curtichjatu) — коммуна во Франции, находится в регионе Корсика. Департамент коммуны — Южная Корсика. Входит в состав кантона Челаво-Меццана. Округ коммуны — Аяччо.
Код INSEE коммуны — 2A103.

## Население
Население коммуны на 2008 год составляло 1861 человек.
| 1962 | 1968 | 1975 | 1982 | 1990 | 1999 | 2008 |
| ---- | ---- | ---- | ---- | ---- | ---- | ---- |
| 515  | 544  | 465  | 643  | 1085 | 1473 | 1861 |

## Экономика
В 2007 году среди 1239 человек в трудоспособном возрасте (15—64 лет) 847 были экономически активными, 392 — неактивными (показатель активности — 68,4 %, в 1999 году было 62,3 %). Из 847 активных работало 768 человек (402 мужчины и 366 женщин), безработных было 79 (27 мужчин и 52 женщины). Среди 392 неактивных 132 человека были учениками или студентами, 109 — пенсионерами, 151 были неактивными по другим причинам.
В 2008 году в коммуне насчитывалось 635 облагаемых налогом домохозяйств, в которых проживали 1861 человек, медиана доходов составляла 17 358 евро на одного человека.